# 科佩利

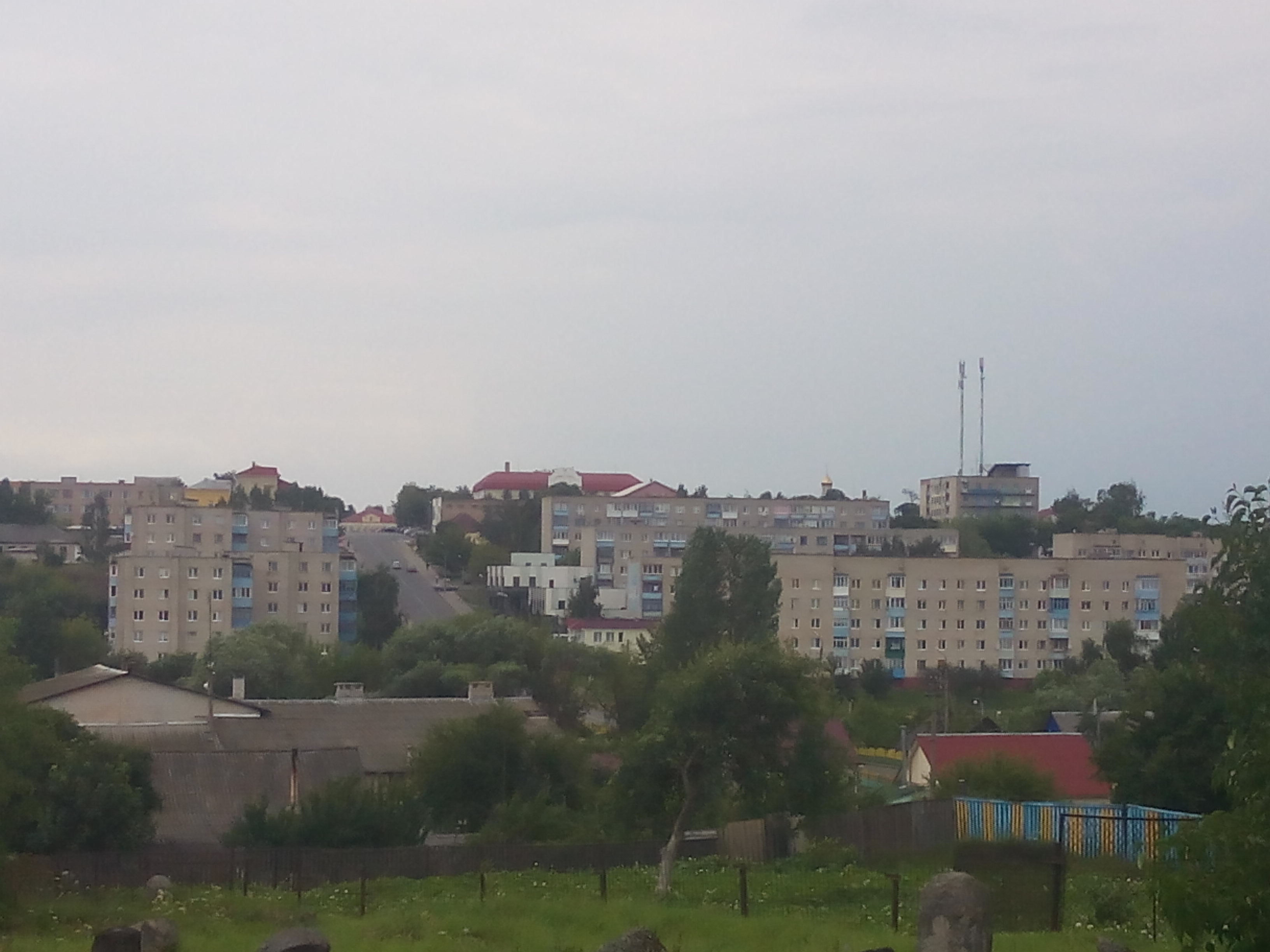
科佩利（2017年）

科佩利（羅馬化：Kapyĺ，羅馬化：Kopyl'）是白俄羅斯明斯克州科佩利區内的城市及该区的行政中心。該市位於首都明斯克西南56公里，海拔高度185至225米，2009年人口9,900。第二次世界大戰期間，納粹德國在1941年至1944年佔領該鎮。